# ライアン・ロス
ジョージ・ライアン・ロス3世（George Ryan Ross III、1986年8月30日 - ）は、アメリカ合衆国のシンガーソングライター、ギタリスト。2004年から2009年までパニック!アット・ザ・ディスコ、2009年から2010年までザ・ヤング・ヴェインズのメンバーとして活動していた。ザ・ヤング・ヴェインズの活動休止後はソロ・アーティストとして活動している。

## 経歴

### 生い立ち
ネバダ州ラスベガスで生まれ、12歳の時に初めてギターを手にした。その後、ストラング・アウト（Strung Out）というバンドに在籍していた頃に自身初のライブを行なう。
ビショップ・ゴーマン高校の9年生の頃、スペンサー・スミスと出会い、一緒に演奏するようになる。

### パニック!アット・ザ・ディスコ（2004年 - 2009年）

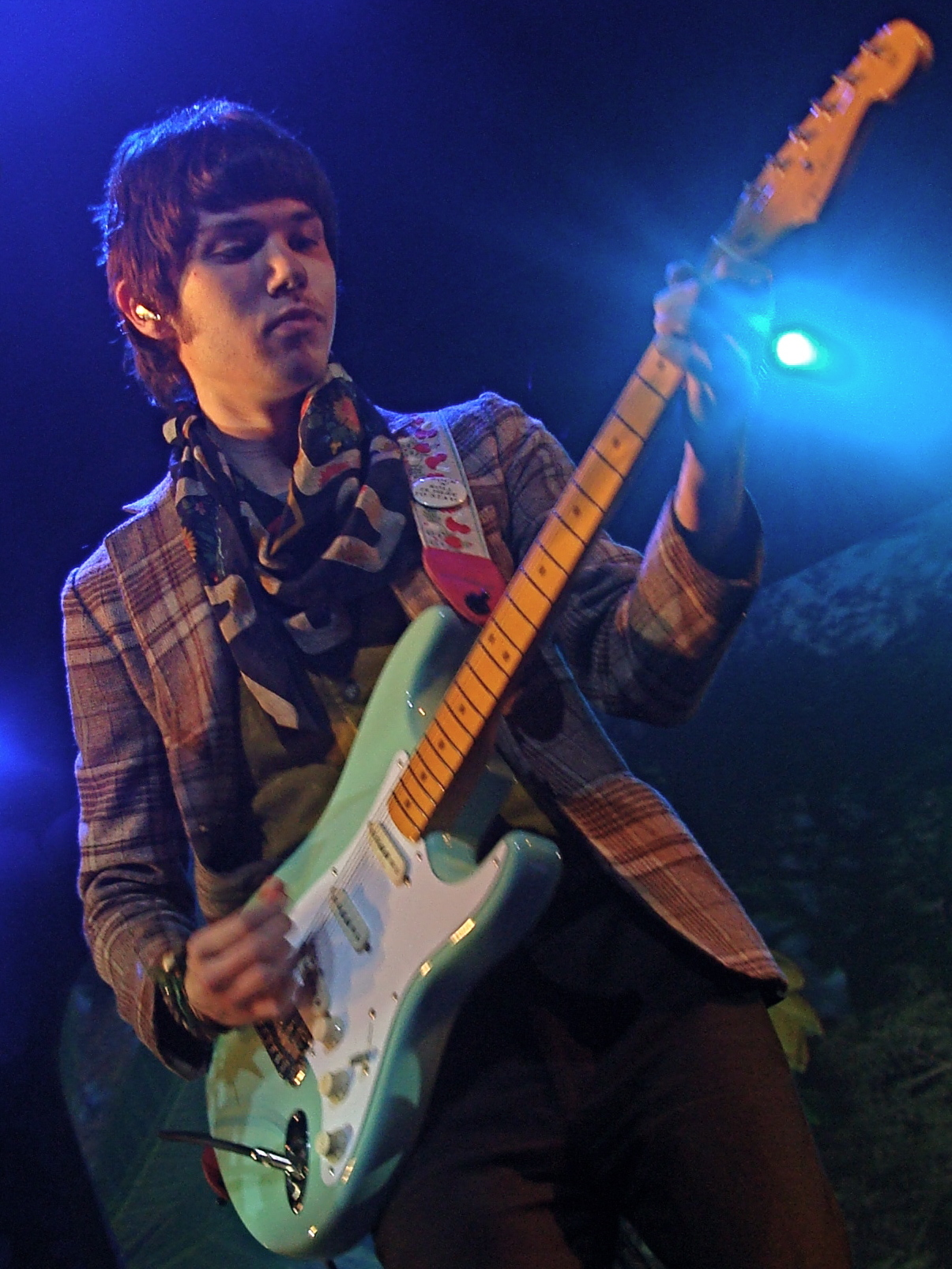
2008年のロス

2004年にスミスとともにパニック!アット・ザ・ディスコを結成し、ブリンク 182のコピーバンドとして活動を開始。その後、ブレント・ウィルソンとブレンドン・ユーリーが加入し、4人組となった。結成当初はロスがリード・ボーカルを務めていたが、ギタリストとして加入したユーリーの歌声を聞いたメンバーの判断により交代することとなった。
2005年6月からデビュー・アルバムのレコ―ディングを開始し、ミキシングやマスタリングを含むて3週間半で完成させ、9月27日にスタジオ・アルバム『フィーバーは止まらない』とシングル『殉死と自殺の差は記事になるかならないか』の同時発売でデビュー。パニック!アット・ザ・ディスコ時代はバンドの主要なソングライターとして、楽曲の作詞を手がけた。クラシック・ロックに転向した2作目のスタジオ・アルバム『プリティ。オッド。』では、アルバムの音楽性を指揮した。
2009年7月6日、公式サイト上でジョン・ウォーカーとともに「さらなる音楽の追求」を理由に脱退を発表。なお、脱退後の2011年に発売されたパニック!アット・ザ・ディスコの3作目のスタジオ・アルバム『悪徳と美徳』に収録の「ニアリー・ウィッチズ」は、『プリティ。オッド。』制作時にロスが作曲し、その後ユーリーとスミスが手を加えて完成させた楽曲で、作詞作曲者のクレジットにはロスの名も含まれている。

### ザ・ヤング・ヴェインズ（2009年 - 2010年）

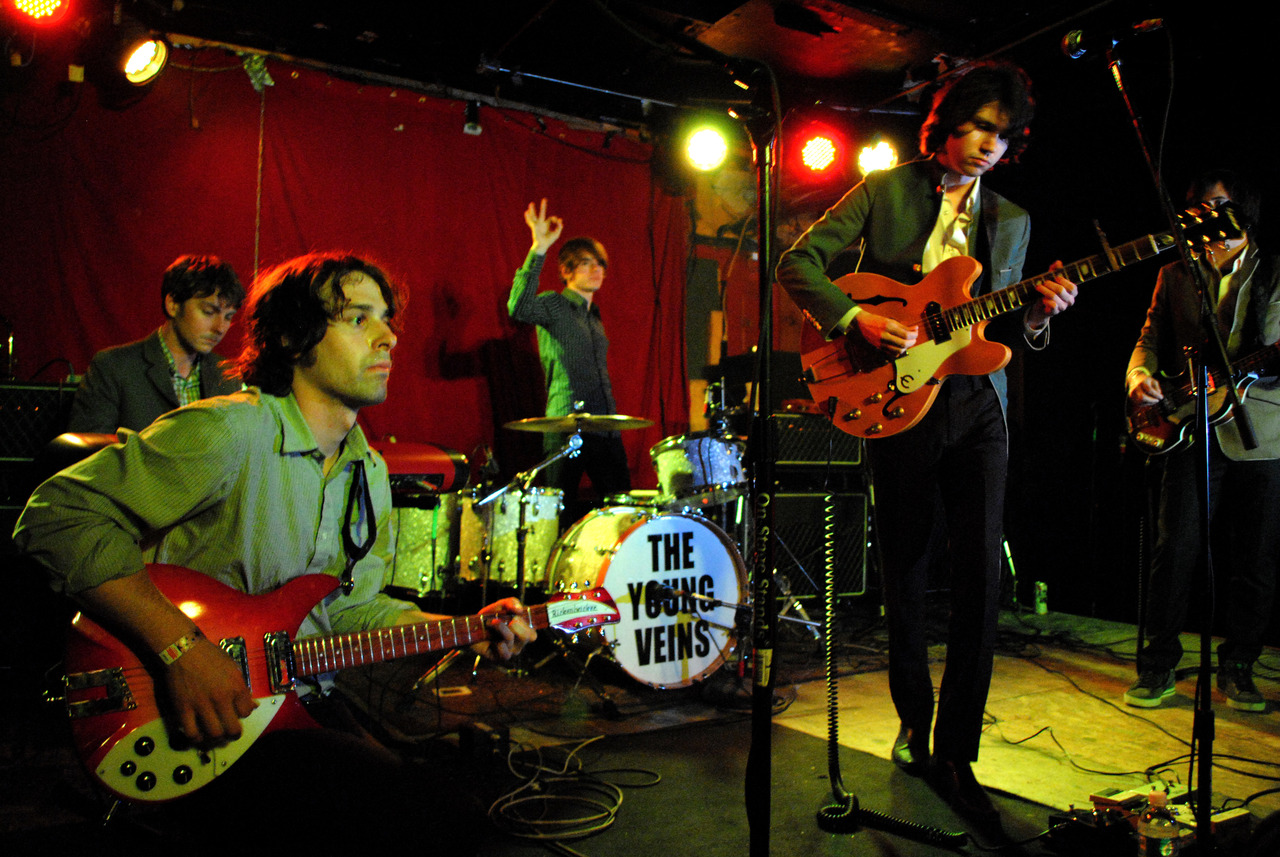
ザ・ヤング・ヴェインズ（2010年）

2009年7月13日、ロスはMTVに対しかつてのバンドメイトとの関係は良好であること、ピート・ウェンツとの関係を断ったことに加えて、ウォーカーやロブ・メイセスとともに作曲作業や録音作業を行なっていることを語った。同月15日にはデビュー・アルバムの制作について触れ、ウォーカーやメイセスのほかにファントム・プラネットのフロントマンであるアレックス・グリーンワルド、かつてパニック!アット・ザ・ディスコのツアー・メンバーであったエリック・ロニックが参加したことを明かしている。その後ウォーカーとの新しいバンド名が「ザ・ヤング・ヴェインズ」に決まり、同月28日に公式MySpaceページで自身初のシングル曲「Change」が公開された。
10月16日、MTVに完成したデビュー・アルバムのタイトルが『Take a Vacation!』であるとし、アルバムの発売に向けてレーベルを探している最中であると語った。その後、ワン・ヘイヴン・ミュージックと契約し、2010年6月8日にアルバムを発売。12月11日、ウォーカーの公式Twitterを通じて活動休止が発表される。

### ソロ活動（2011年 - ）
2011年、アレックス・グリーンワルドやマイケル・ルニオンとともにRAM名義で 「Superbowl Hero」という楽曲を録音し、発表（現在は配信終了）。
2012年7月1日にモア・アモールとのコラボ曲「Beach Bones」が発売され、同年秋に発売されたウィリアム・ベケットのEP『What Will Be』に収録の「Stuck In Love」にバッキング・ボーカルで参加した。
2013年10月20日、自身の公式SoundCloudページで2曲のデモ音源を公開し、概要欄に「Thanks for waiting. I'm back now.（待っててくれてありがとう。戻ってきたよ）」というメッセージを残した。
2018年12月18日、Z・バーグと共演したクリスマスソング「The Bad List」がシングルとして発売された。
2025年2月1日、同年1月にロサンゼルスで発生した山火事の被害者を支援することを目的としたファントム・プラネット主催のチャリティー・コンサートに出演。同公演では同じくパニック!アット・ザ・ディスコの元メンバーであるダロン・ウィークスとも共演した。

## 人物
6歳の頃はガース・ブルックス、クリント・ブラック、ウィリー・ネルソンなどカントリー・ミュージシャンのミックステープを聴いており、ロスはこれを「初めての音楽的な思い出」として挙げている。
NOFXやMxPxをはじめとしたパンク・ロック・バンドやブリンク 182を好み、『ローリング・ストーン』誌の取材でトム・デロング（ブリンク 182のギタリスト）の演奏法を習得したかったと語っている。またブリンク 182のアルバム『デュード・ランチ』（1997年）を初めて感化されたアルバムとして挙げている。
『AbsolutePunk』の取材で、自身にとっての「最高のアルバム」として、サード・アイ・ブラインドの『ブルー』、リフューズドの『ザ・シェイプ・オブ・パンク・トゥ・カム』、映画『エターナル・サンシャイン』のサウンドトラック・アルバム、ブライアン・ウィルソンの『スマイル』、クイーンの『オペラ座の夜』を挙げた。
パニック!アット・ザ・ディスコ結成後、メンバー4人は勉学よりも音楽に集中するようになり、その中でロスは大学を中退したことから父と不仲になった。

## 作品

### パニック!アット・ザ・ディスコ
- 『フィーバーは止まらない』 – A Fever You Can't Sweat Out（2005年）
  - ギター、キーボード、ピアノ、アコーディオン、オルガン、作詞作曲を担当。
- iTunes Session (iTunes Exclusive)（2006年）
- 『プリティ。オッド。』 – Pretty. Odd.（2008年）
  - ギター、ボーカル、キーボード、ピアノ、ハーモニカ、作詞作曲[注 2]を担当。
- 『ライヴ・イン・シカゴ』 – ...Live in Chicago（2008年）
  - ギター、ボーカル、タンバリンを担当。
- 『悪徳と美徳』 – Vices & Virtues（2011年）
  - 「ニアリー・ウィッチズ」の作詞作曲を担当。

### ザ・ヤング・ヴェインズ
- Take a Vacation!（2010年）
  - ボーカル、ギター、パーカッション、作詞作曲[注 3]を担当。

### 参加楽曲
- RAM「Superbowl Hero」（2011年）[30]
- モア・アモール「Beach Bones」（2012年）[31]
- ウィリアム・ベケット「Stuck In Love」[32][33]
- Z・バーグ「The Bad List」（2018年）[35]

## 出演
ミュージック・ビデオ
- ジム・クラス・ヒーローズ「クローズ・オフ!!」（2007年）
- Z・バーグ「I Fall fot the Same Face Every Time」（2018年）